# DS-P1
DS-P1 (en russe DS signifie Dnipropetrovsk spoutnik c'est-à-dire satellite de Dnipropetrovsk)  est une famille de satellites militaires soviétiques  utilisés pour étalonner les radars de la défense du pays. 118 satellites rattachés à plusieurs sous-séries aux caractéristiques proches ont été lancées entre 1962 et 1977 et placées en orbite basse. Les DS-P1 sont développés comme les autres satellites de la série DS par le Bureau d'études Ioujnoïe  implanté à Dnipropetrovsk situé en Ukraine depuis l'éclatement de l'URSS.

## Caractéristiques techniques

### DS-P1
Le DS-P1 est développé pour vérifier que ce type de satellite peut être utilisé pour calibrer les radars Dnestr utilisés pour la détection de missiles balistiques et la poursuite des engins spatiaux. Chaque satellite a une masse de 240 kg et a la forme d'un dodécaèdre. Il est recouvert de cellules solaires. Il est recouvert d'un revetement qui réfléchit les ondes radio métriques et décimétriques. Quatre satellites de ce type sont lancés entre 1962 et 1964 par des lanceurs Cosmos. Leur durée de vie est de 60 jours .

### DS-P1-Yu
Les DS-P1-Yu constituent la version opérationnelle des DS-P1. Ils ont une masse comprise entre 193  et   240 kg. 79 satellites de ce type sont lancés entre 1964 et 1976 par des fusées Cosmos et  Cosmos-2.

### DS-P1-I
Les DS-P1-I jouent un rôle  complémentaire par rapport aux DS-P1-Yu. 20 de ces satellites sont lancés entre 1966 et 1977. Leurs caractéristiques sont proches des satellites précédents. Leur masse est de 195 kg.